# Barbara Nadel
Barbara Nadel (Londra, ...) è una scrittrice britannica.

## Biografia
Nata nell'East End di Londra, Barbara Nadel ha iniziato la carriera come attrice. Prima di diventare una scrittrice a tempo pieno, ha inoltre lavorato nell'ufficio relazioni col pubblico del National Schizophrenia Fellowship's Good Companion Service e come avvocato per i pazienti con disturbi mentali in un ospedale psichiatrico. Ha inoltre lavorato con teenager che hanno subito abusi sessuali e insegnato psicologia nelle scuole e nei college.
Ha un particolare rapporto con la Turchia, paese che ha visitato innumerevoli volte negli ultimi vent'anni.

## Opere
La fama di Barbara Nadel è legata principalmente ai libri gialli con protagonista l'ispettore Çetin İkmen, tutti ambientati nella città di Istanbul. La saga è per ora composta da 13 libri, di cui solo i primi due sono stati pubblicati in italiano.
Una seconda serie di libri è invece ambientata a West Ham, nell'East End di Londra durante la seconda guerra mondiale, che hanno per protagonista il becchino Francis Hancock.
Alcuni suoi brevi racconti sono inoltre stati pubblicati sull'Ellery Queen's Mystery Magazine.

## Premi Letterari
- Nel 2005 ha vinto il premio Silver Dagger con il romanzo Deadly Web

### Serie di Çetin İkmen
- La figlia di Belshazzar (Belshazzar's Daughter), 1999
- Prigione chimica (A Chemical Prison), 2000
- Arabesk 2001
- Deep Waters 2002
- Harem 2003
- Petrified 2004
- Deadly Web 2005
- Dance With Death 2006
- A Passion for Killing 2007
- Pretty Dead Things 2007
- River of the Dead 2009
- Death by Design 2010
- A Noble Killing 2011

### Francis Hancock
- Last Rights 2005
- After the Mourning 2006
- Ashes to Ashes 2008
- Sure and Certain Death 2009